# Kentucky
 Ovo je glavno značenje pojma Kentucky. Za druga značenja pogledajte Kentucky (razdvojba).
Kentucky, službeno Commonwealth of Kentucky, je savezna država SAD-a.
Izvorno dio Virginije, 1792. Kentucky je postala 15. država koja se pridružila Uniji.

## Okruzi (Counties)
Kentucky se sastoji od 120 okruga (counties)

## Stanovništvo
Indijanci
Kentucky su povremeno naseljavale razne grupe Indijanaca, u krajevima oko rijeka Cumberland i Tennessee. Od pojedinačnih plemena to su bili Cherokee, sudeći prema arheološkim ostacima, ali tamo nisu imali stalnih naselja. Pleme Chickasaw svojevremeno je bilo naseljeno na najzapadnijem dijelu države, a u ranom periodu imali su naselje na donjem toku rijeke Tennessee. Indijanci Mosopelea isto su u ranom periodu bili naseljeni unutar Kentuckyja, izgleda na ušću Cumberlanda, i to u vrijeme svoga puta iz Ohia na donji tok Mississippija. Shawnee iz porodice Algonquian, imali su kraće vrijeme u ranom periodu nekoliko naselja, jedno od njih bilo je kod Lexingtona, a u njemu je rođen i čuveni poglavica Blackhoof. Shawnee nekoliko puta prelaze teritorijem Kentickyja, po svoj prilici najviše zbog lova. Yuchi su još jedno pleme koje se na ranim mapama označava u ovoj državi, njihov grad bio je lociran na rijeci koja se identificira s Green Riverom.  Kentucky je kao lovište služio i plemenima Illinois, Miami, Iroquois i Delaware.

## Najveći gradovi
| Grad              | Okrug     | Stanovnici 1. travnja 2000. | Stanovnici 1. srpnja 2004. |
| ----------------- | --------- | --------------------------- | -------------------------- |
| Louisville Metro  | Jefferson | ---¹                        | 556.332                    |
| Lexington-Fayette | Fayette   | 260.512                     | 266.358                    |
| Owensboro         | Daviess   | 54.067                      | 54.900                     |
| Bowling Green     | Warren    | 49.296                      | 51.294                     |
| Covington         | Kenton    | 43.370                      | 43.010                     |
| Hopkinsville      | Christian | 30.089                      | 28.953                     |
| Frankfort         | Franklin  | 27.741                      | 27.281                     |
| Henderson         | Henderson | 27.373                      | 27.574                     |
| Richmond          | Madison   | 27.152                      | 30.008                     |
| Jeffersontown     | Jefferson | 26.633                      | 26.232                     |
| Paducah           | McCracken | 26.307                      | 25.545                     |
| Florence          | Boone     | 23.551                      | 25.449                     |
| Elizabethtown     | Hardin    | 22.542                      | 23.190                     |
| Ashland           | Boyd      | 21.981                      | 21.586                     |
| Radcliff          | Hardin    | 21.961                      | 21.617                     |
| Nicholasville     | Jessamine | 19.680                      | 22.878                     |

¹  2003 Spajanje grada Louisville s okrugom Jefferson 